# Ovisnost o videoigrama
Ovisnost o videoigrama smatra se kao oblik ovisnosti koju označava prinudno i pretjerano korištenje računala i videoigara. Ponekad se bolest manifestira i kao dio prekomjernog korištenja interneta, koji se tada naziva ovisnost o Internetu. Mnoge kompjuterske igrice se igraju online a RPG igre s puno igrača istodobno u internetu kao primjerice MMORPG-igre. U znanosti jos ne postoji jedinstven stav, je da li se prekomjerno korištenje računalnih može definirati kao bolest u smislu ovisnosti.

## Moguća dijagnoza
Iako ovisnost o kompjuterskim igricama nije navedena u međunarodno priznatim dijagnostičkim sustavu MKB-10 niti u DSM-IV, pokazuje simptome slične kao i kod drugih psiholoških ovisnosti.
Kao i ovisnost o kockanju može se klasificirati kao poremećaj kontrole impulsa.

## Liječenje
Neke zemlje, kao na primjer Južna Koreja reagirale su na opasnost od računalne ovisnosti otvaranjem centrima za terapiju. Kineska vlada je osnovala nekoliko klinika za liječenje pacijenata u kojima se terapiraju ovisnici o online igrama, čavrljanju, i surfanja.
U terapiji ovisnosti o internetu uključuje se buđenje interesa za sportske i druge aktivnosti u slobodno vrijeme.
U Hrvatskoj se problematikom ovisnosti o videoigrama i općenito o internetu bavi Zajednica Cenacolo kroz program "Edukacije za život", koji za cilj ima cjelovitu izgradnju osobe u punini njene slobode, čime osoba postiže sposobnost odgovornog i uravnoteženog korištenja tehničkih dostignuća bez dodatnih neželjenih posljedica. Program "Edukacije za život" sastoji se u upoznavanju sebe i vlastitih sposobnosti, razvijanju socijalnih vještina u stvarnosti a ne virtualnim putem te pronalaženju zadovoljstva u dinamizmu svakodnevnog života.

## Vanjske poveznice
- Interview: mr.sci. Davor Moravek: Ovisnost o internetu  Arhivirana inačica izvorne stranice od 5. ožujka 2016. (Wayback Machine)
- Hrvatska mreža školskih knjižničara, "Utjecaj kompjutorskih igrica na zdravlje adolescenata"  Arhivirana inačica izvorne stranice od 5. ožujka 2016. (Wayback Machine)
- Članak u javno.com od 04.04.2008  Arhivirana inačica izvorne stranice od 4. ožujka 2021. (Wayback Machine)
- zajednica Cenacolo

|  | Molimo pročitajte upozorenje o korištenju medicinskih informacija. Ne provodite liječenje bez savjetovanja s liječnikom! |